# Masato Tanaka
Masato Tanaka (28 de febrero de 1973) es un luchador profesional japonés, más conocido por sus apariciones en Frontier Martial Arts Wrestling de Japón y en la Extreme Championship Wrestling en los Estados Unidos, donde fue campeón del mundo de una sola vez tras haber ganado el ECW World Heavyweight Championship.
Tanaka ha sido ocho veces campeón mundial al haber logrado una vez el Campeonato Mundial Peso Pesado de la ECW, una vez el Campeonato Mundial Peso Pesado de AWA Superstars of Wrestling y seis veces el Campeonato Mundial Peso Pesado de ZERO1.

## En lucha
- Movimientos finales
  - Super Fly[2] (Frog splash)
  - Complete Dust[2][3] (Inverted sitout front powerslam)
  - Diamond Dust[1][2][3] (Diving somersault inverted facelock derivado en cutter o stunner) - 1999-presente; innovado
  - Sliding D[2][3] (Sliding forearm smash a la cara de un oponente sentado) - innovado
  - Thunder Fire Powerbomb[4] (Standing one shoulder powerbomb)
  - Tornado DDT,[1][2][3] a veces contra una mesa o una silla

- Movimientos de firma
  - Roaring Elbow[1][2][3] (Discus elbow smash)[1]
  - Niagara Driver[3] (Sitout one shoulder crucifix powerbomb)
  - Shotgun Stunner[3] (Vertical suplex stunner)
  - Big boot
  - Brainbuster
  - Double underhook tornado DDT[3]
  - Elbow smash[1]
  - Modified surfboard
  - Running Death Valley driver[3]
  - Running lariat[2]
  - Simultáneos cutter y DDT a dos oponentes
  - Spear a un oponente cargando
  - Varios tipos de suplex:
    - Belly to back
    - Bridging German
    - Inverted, a veces desde una posición elevada[3]
    - Sleeper[3]
    - Vertical

- Apodos
  - "Dangan"[2]
  - "The Enforcer"[2]

## Campeonatos y logros
- DDT Pro-Wrestling
  - KO-D Openweight Championship (1 vez)
  - D-Oh Grand Prix (2020)

- Extreme Championship Wrestling
  - ECW World Heavyweight Championship (1 vez)
  - ECW World Tag Team Championship (2 veces) – con Balls Mahoney (1) y Tommy Dreamer (1)

- Frontier Martial Arts Wrestling
  - FMW Brass Knuckles Heavyweight Championship (1 vez)
  - FMW Brass Knuckles Tag Team Championship (2 veces) – con Hayabusa (1) y Tetsuhiro Kuroda (1)
  - FMW/WEW Hardcore Tag Team Championship (1 vez) – con Gedo
  - FMW Independent Heavyweight Championship (2 veces)
  - FMW/WEW 6-Man Tag Team Championship (1 vez) – con Gedo & Jado
  - FMW Street Fight Six-Man Tag Team Championship (3 veces) – con Hayabusa & Hisakatsu Ōya (1), Hayabusa & Kōji Nakagawa (1) y Tetsuhiro Kuroda & Kōji Nakagawa (1)
  - FMW/WEW World Heavyweight Championship (1 vez)

- HUSTLE
  - HUSTLE Hardcore Hero Championship (1 vez)
  - HUSTLE King Memorial Tag Tournament (2006) - con Shinjiro Otani & Tadao Yasuda

- New Japan Pro Wrestling
  - IWGP Intercontinental Championship (1 vez)
  - NEVER Openweight Championship (1 vez)

- Premier Wrestling Federation
  - PWF Universal Tag Team Championship (1 vez)[5] – con Shinjiro Otani

- Pro Wrestling WORLD-1
  - WORLD-1 Heavyweight Championship (1 vez)[6]

- Pro Wrestling ZERO-ONE / Pro Wrestling ZERO1-Max / Pro Wrestling ZERO1
  - Zero1 World Heavyweight Championship (6 veces)
  - AWA Superstars of Wrestling World Heavyweight Championship (1 vez)
  - NWA Intercontinental Tag Team Championship (4 veces) – con Shinjiro Otani (2), Wataru Sakata (1) y Zeus (1)
  - NWA United National Heavyweight Championship (1 vez)
  - Fire Festival (2006)
  - Fire Festival (2007)
  - Fire Festival (2008)
  - Fire Festival (2012)
  - Furinkazan (2011) - con Hayato Fujita
  - Estasi Cup Championship (2014) - con Ikuto Hidaka & Tatsumi Fujinami

- Pro Wrestling Noah
  - GHC Tag Team Championship (1) – con Takashi Sugiura
  - GHC Openweight Hardcore Championship (1 vez)
  - Global Tag League (2014, 2015) – con Takashi Sugiura.[7]
  - Global League Tournament Technique Award (2014)[8]

- Pro Wrestling Illustrated
  - Situado en el Nº21 en los PWI 500 de 2000[9]
  - Situado en el N°100 en los PWI 500 de 2006[10]
  - Situado en el Nº203 en los PWI 500 de 2012[11]
- Tokyo Sports Grand Prix
  - Equipo del año (2002)[12] - con Shinjiro Otani
  - Espíritu de lucha (2008)